# Kazimierz Paździor
Kazimierz Sylwester Paździor est un ancien boxeur polonais né le 4 mars 1935 à Radom, décédé le 24 juin 2010 à Wrocław. Il est le champion olympique des poids légers (-60 kg) à Rome en 1960.

## Biographie
Boxant dans la catégorie poids légers entre 1951 et 1961, il était affilié à l'OWKS Lublin, Varsovie et Radom.
Médaille d'or aux Jeux Olympiques de Rome, en 1960, il a battu successivement Abdul Karim, Harry Lempio, Ahmed Shokveira, le tenant du titre Richard McTaggart et en finale Sandro Lopopolo. 
Il remporte également le titre de champion d'Europe à Prague en 1957 mais deux ans plus tard, aux championnats d'Europe de Lucerne, il perd contre le champion de Finlande Olli Mäki.

## Palmarès

### Jeux olympiques
- Jeux olympiques d'été de 1960 à Rome en poids légers (-60 kg)

### Championnats d'Europe de boxe
- Championnats d'Europe de boxe amateur 1957 à Prague en poids légers (-60 kg)
- Quarts de finale des championnats d'Europe de boxe amateur 1959 à Lucerne en poids légers (-60 kg)

### Championnats de Pologne de boxe
- Kazimierz Paździo a été 2 fois champion de Pologne (en 1958 et 1960) et 1 fois vice-champion 1957.